# Jamaica Stock Exchange
Die Jamaica Stock Exchange (JSE) ist die wichtigste Wertpapierbörse in Jamaika. Sie wurde 1968 gegründet und 1969 in Kingston, der Hauptstadt von Jamaika, eröffnet. Die vier Gründungsmitglieder waren Willard Samms, Raglan S. Golding, Edward E. Gayle und Anthony Lloyd.
Die Börse war ursprünglich unter dem Namen „Kingston Stock Exchange“ bekannt. Sie nahm am Montag, dem 3. Februar 1969, den Handel auf. Er war auf Makler beschränkt, die sowohl als Agenten als auch als Auftraggeber handelten. 1989 eröffnete die JSE eine Tochtergesellschaft, die Jamaica Central Securities Depository (JCSD), um den elektronischen Transfer und die Abwicklung von Wertpapieren zu erleichtern. Das Angebot wurde später um Register, Transfer und Zahlstelle erweitert.
Am 18. Januar 2019 wurde die JSE von Bloomberg Businessweek zur Börse mit der besten Entwicklung weltweit gekürt.
Die JSE beteiligt sich an der Sustainable Stock Exchanges Initiative.